# Prix Waldo-Salt du scénario
Le prix Waldo-Salt du scénario (Waldo Salt Screenwriting Award) est un prix qui, depuis 1991, est décerné chaque année à un film lors du Festival du film de Sundance. Le prix est décerné par le jury dramatique du festival pour le meilleur scénario de film.
Le prix porte le nom du scénariste américain Waldo Salt, lauréat d'un BAFTA Award et de deux Oscars.

## Lauréats
| Année | Film                                              | Réalisateurs                           | Scénaristes                         |
| ----- | ------------------------------------------------- | -------------------------------------- | ----------------------------------- |
| 1991  | Hangin' with the Homeboys (en)                    | Joseph Vásquez (en)                    | Joseph Vásquez                      |
| 1991  | Trust Me                                          | Hal Hartley                            | Hal Hartley                         |
| 1992  | The Waterdance (en)                               | Neil Jimenez et Michael Steinberg (en) | Neil Jimenez                        |
| 1993  | Combination Platter (en)                          | Tony Chan (en)                         | Edwin Baker et Tony Chan            |
| 1994  | What Happened Was...                              | Tom Noonan                             | Tom Noonan                          |
| 1995  | Ça tourne à Manhattan                             | Tom DiCillo                            | Tom DiCillo                         |
| 1996  | Big Night                                         | Campbell Scott et Stanley Tucci        | Stanley Tucci et Joseph Tropiano    |
| 1997  | Sunday                                            | Jonathan Nossiter                      | James Lezdan et Jonathan Nossiter   |
| 1998  | High Art                                          | Lisa Cholodenko                        | Lisa Cholodenko                     |
| 1999  | Guinevere (en)                                    | Audrey Wells                           | Audrey Wells                        |
| 1999  | Joe the King                                      | Frank Whaley                           | Frank Whaley                        |
| 2000  | Tu peux compter sur moi                           | Kenneth Lonergan                       | Kenneth Lonergan                    |
| 2001  | Memento                                           | Christopher Nolan                      | Christopher Nolan et Jonathan Nolan |
| 2002  | Love Liza                                         | Todd Louiso (en)                       | Gordie Hoffman                      |
| 2003  | The Station Agent                                 | Tom McCarthy                           | Tom McCarthy                        |
| 2004  | We Don't Live Here Anymore                        | John Curran                            | Andre Dubus et Larry Gross          |
| 2005  | Les Berkman se séparent (The Squid and the Whale) | Noah Baumbach                          | Noah Baumbach                       |
| 2006  | Stephanie Daley (en)                              | Hilary Brougher (en)                   | Hilary Brougher                     |
| 2007  | Grace Is Gone                                     | James C. Strouse (en)                  | James S. Stause                     |
| 2008  | Sleep Dealer                                      | Alex Rivera                            | Alex Rivera et David Riker (en)     |
| 2009  | Paper Heart                                       | Nicholas Jasenowiec                    | Nicholas Jasenowiec et Charlyne Yi  |
| 2010  | Winter's Bone                                     | Debra Granik                           | Debra Granik et Anne Rosellini      |
| 2011  | Another Happy Day                                 | Sam Levinson                           | Sam Levinson                        |
| 2012  | Safety Not Guaranteed                             | Colin Trevorrow                        | Derek Connolly                      |
| 2013  | In a World...                                     | Lake Bell                              | Lake Bell                           |
| 2014  | The Skeleton Twins                                | Craig Johnson                          | Craig Johnson, Mark Gaiman          |
| 2015  | The Prison Experiment - L'Expérience de Stanford  | Kyle Patrick Alvarez                   | Tim Talbott                         |
| 2016  | Morris from America                               | Chad Hartigan                          | Chad Hartigan                       |
| 2017  | Instalife                                         | Matt Spicer                            | David Branson Smith, Matt Spicer    |
| 2018  | Nancy (en)                                        | Christina Choe                         | Christina Choe                      |
| 2019  | Share                                             | Pippa Bianco                           | Pippa Bianco                        |
| 2020  |                                                   |                                        |                                     |
| 2021  |                                                   |                                        |                                     |
| 2022  |                                                   |                                        |                                     |
| 2023  | The Persian Version                               | Maryam Keshavarz                       | Maryam Keshavarz                    |
| 2024  |                                                   |                                        |                                     |
| 2025  | Sorry, Baby                                       | Eva Victor                             | Eva Victor                          |